# Teatro Nacional de Cuba
23° 07′ 31,88″ N, 82° 23′ 17,49″ O
O Teatro Nacional de Cuba é um edifício de teatro em Havana, Cuba, na Praça da Revolução. A construção começou em 1951 e terminou em 1979.

## História

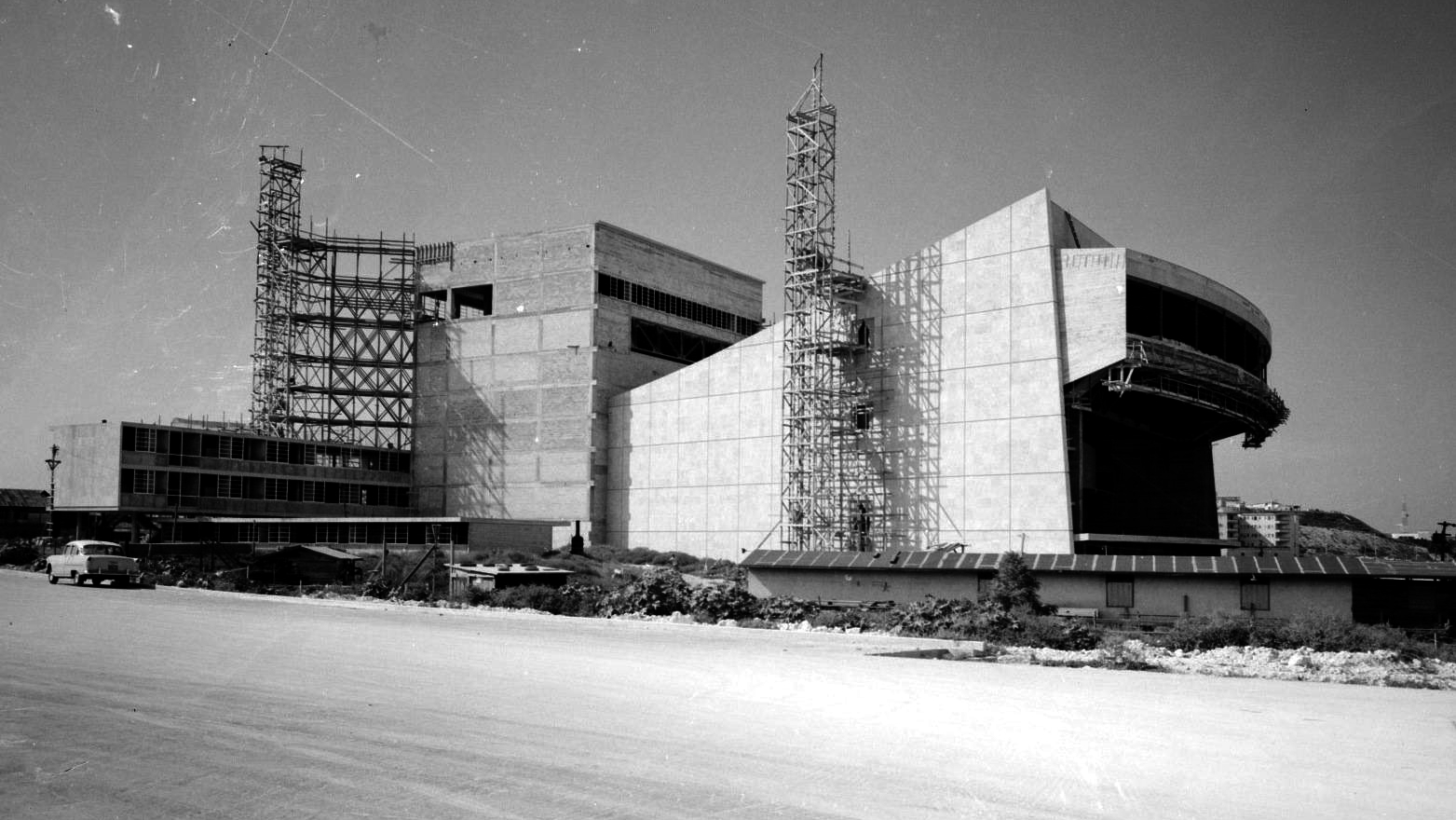
O Teatro Nacional de Cuba em 19 de julho de 1957.

A construção do Teatro Nacional de Cuba foi aprovada em 1951 sob a administração de Carlos Prío Socarrás, as obras começaram no ano seguinte quando o presidente Fulgencio Batista lançou a pedra fundamental.
A primeira pedra para a construção do Teatro Nacional foi lançada em 29 de julho de 1952, dois meses depois foi assinado o contrato com a empresa Purdy &amp; Henderson como construtora civil e com a empresa Arroyo y Menéndez como diretora técnica e facultativa da obra. O Teatro Nacional foi inspirado no Radio City Music Hall, em Nova York, e foi concebido com três salas: uma grande para apresentações de ópera e balé, uma pequena para teatro dramático e uma sala "experimental", além de salas grandes para camarins, oficinas, uma biblioteca e academias. Foi projetado como o maior teatro de Cuba e sua conclusão estava prevista para julho de 1954, mas a construção foi tão lenta e descontínua que, em 1959, grande parte da obra ainda estava por ser concluída.
O Teatro Nacional tem dois auditórios, a Sala Covarrubias e a Sala Avellaneda. Os dois auditórios têm capacidade combinada para 3.500 pessoas, o que os torna um dos maiores teatros do país. Os eventos aqui incluem produções do balé nacional, produções teatrais, musicais e orquestra, bem como uma série de palestras e oficinas.
Em 1960, foi inaugurada a Sala Covarrubias e durante esse ano foram realizadas uma série de atividades culturais, mas desde março de 1961 deixaram de apresentar espetáculos devido às suas condições ainda precárias, sendo destinadas a servir como sala de ensaios e, posteriormente, para depósito de cenários e móveis. Somente na segunda metade da década de 1970 é que se assume a conclusão do edifício, sendo a sua inauguração completa e definitiva em 3 de setembro de 1979.

## Galeria

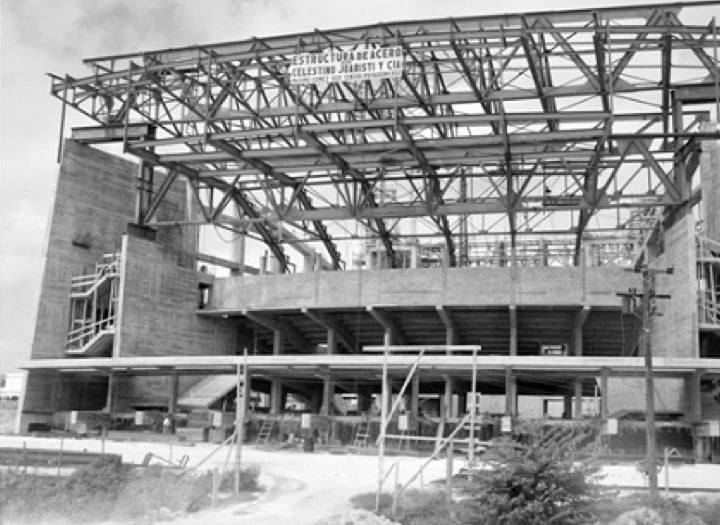
Construção do Teatro Nacional de Cuba.
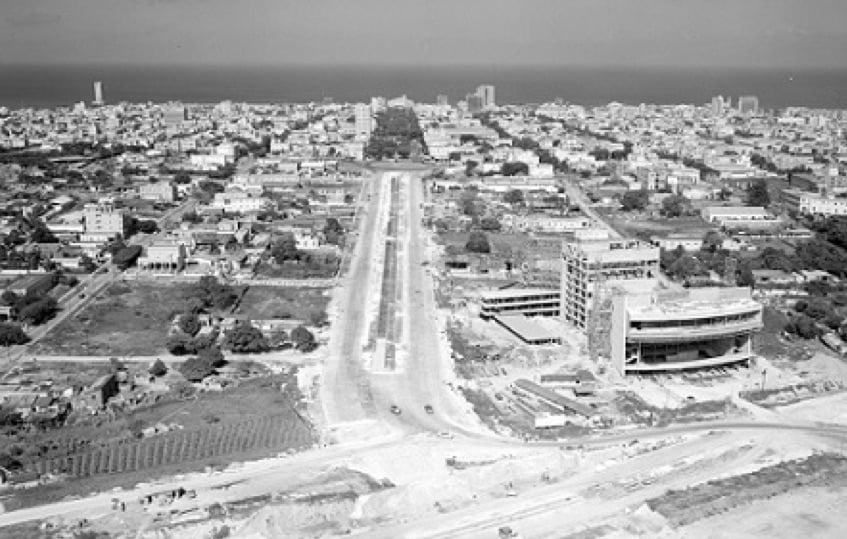
O teatro e a avenida.
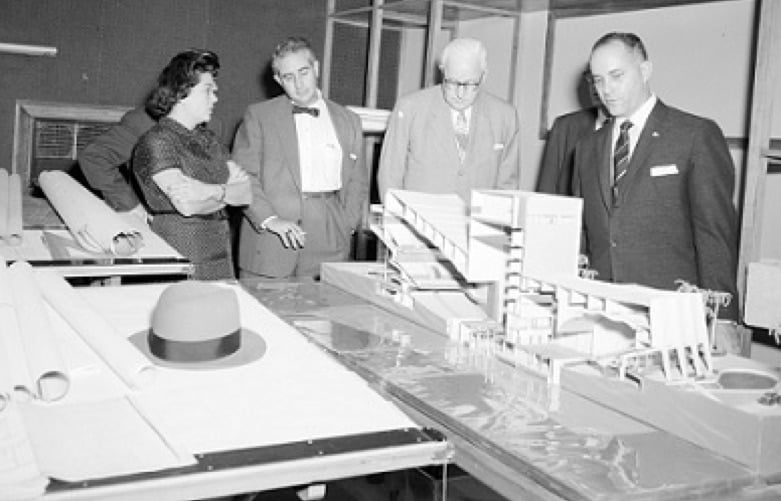
A maquete do teatro.
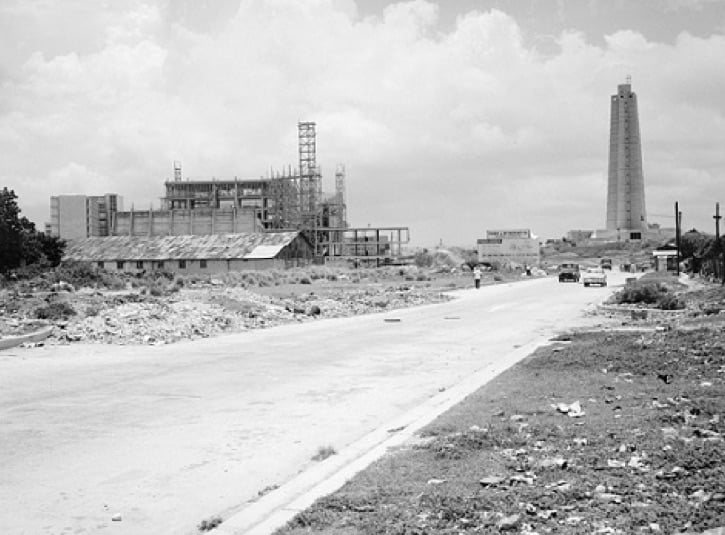
O teatro em construção à vita do Memorial José Martí.
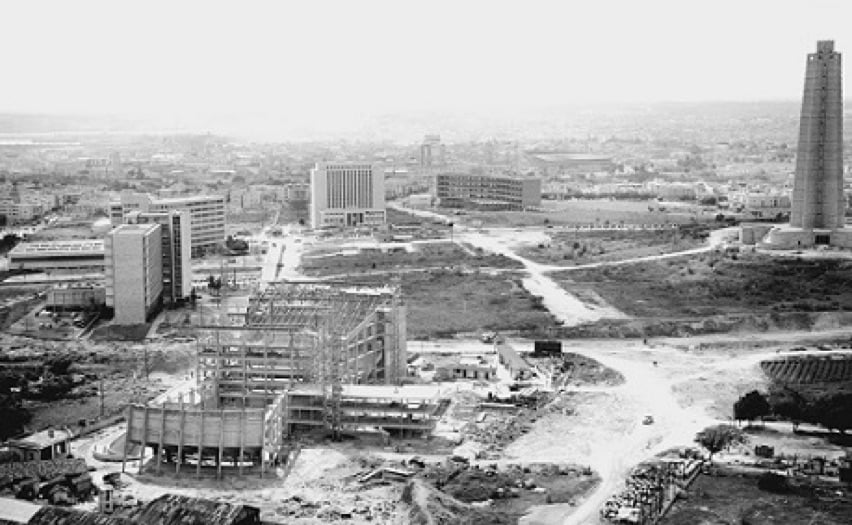
Vista aérea do teatro em construção.
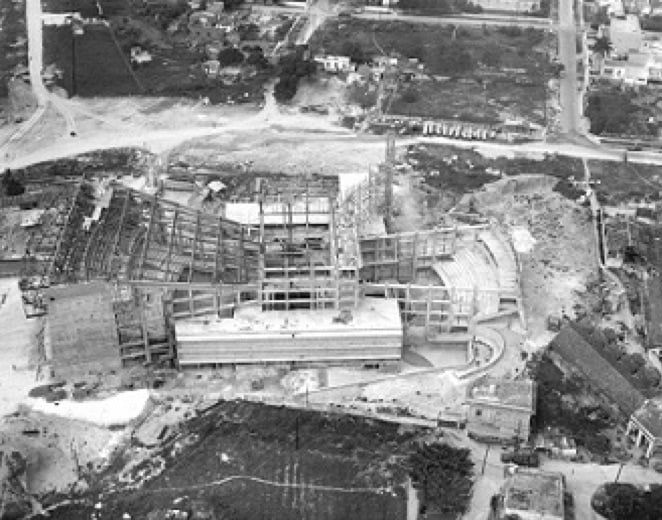
Vista aérea do teatro em construção.